# Communauté de communes Cœur du Var
Die Communauté de communes Cœur du Var ist ein französischer Gemeindeverband mit der Rechtsform einer Communauté de communes im Département Var in der Region Provence-Alpes-Côte d’Azur. Sie wurde am 26. Dezember 2001 gegründet und umfasst elf Gemeinden. Der Verwaltungssitz befindet sich im Ort Le Luc.

## Mitgliedsgemeinden
| Gemeinde                           | Einwohner 1. Januar 2022 | Fläche km² | Dichte Einw./km² | Code INSEE | Postleitzahl |
| ---------------------------------- | ------------------------ | ---------- | ---------------- | ---------- | ------------ |
| Besse-sur-Issole                   | 3.123                    | 37,19      | 84               | 83018      | 83890        |
| Cabasse                            | 1.985                    | 45,49      | 44               | 83026      | 83340        |
| Carnoules                          | 4.120                    | 25,49      | 162              | 83033      | 83660        |
| Flassans-sur-Issole                | 3.661                    | 43,68      | 84               | 83057      | 83340        |
| Gonfaron                           | 4.349                    | 40,42      | 108              | 83067      | 83590        |
| Le Cannet-des-Maures               | 4.866                    | 73,64      | 66               | 83031      | 83340        |
| Le Luc                             | 11.124                   | 44,16      | 252              | 83073      | 83340        |
| Le Thoronet                        | 2.636                    | 37,53      | 70               | 83136      | 83340        |
| Les Mayons                         | 625                      | 28,86      | 22               | 83075      | 83340        |
| Pignans                            | 4.767                    | 34,87      | 137              | 83092      | 83790        |
| Puget-Ville                        | 4.568                    | 36,83      | 124              | 83100      | 83390        |
| Communauté de communes Cœur du Var | 45.824                   | 448,16     | 102              | –          | –            |